# Coleophora psilopterella
Coleophora psilopterella é uma espécie de mariposa do gênero Coleophora pertencente à família Coleophoridae.